# Seksdageskrigen
Seksdageskrigen (også kaldet Junikrigen, Den arabisk-israelske 1967-krig og Tredje arabisk-israelske krig, Hebraisk: מלחמת ששת הימים, translitteration: Milhemet Sheshet Hayamim) fra 5. juni til 10. juni 1967 var en krig mellem Israel og Egypten, Jordan, Syrien og Irak. Krigen blev i hovedsagen udkæmpet mellem Israel på den ene side og Egypten, Jordan og Syrien på den anden side. Lande som Irak, Marokko, Algeriet, Tunesien, Saudi-Arabien og Sudan var i mindre grad involveret, men sendte nogle tropper og udstyr for at støtte den arabiske side.
Krigen kom efter længere tids gensidig ophedet retorik, der begyndte med Syriens kanaludgraving i Golanhøjderne i 1964 med henblik på at afskære Israels nordlige vandforsyning fra Galilæas søer. Syriske bombardementer af landbrugsområder i Nordgalilæa, PLO-raids i Israel og israelske militære operationer i nabolandene som Samu 1966. Egyptens præsident Nasser smed FNs fredsbevarende styrker ud af Sinai-halvøen i maj 1967. Egypten mobiliserede så 1.000 kampvogne og næsten 100.000 soldater på grænsen til Israel og lukkede Tiranstrædet for israelske skibe og skibe, som fragtede strategisk materiale til Israel, hvorved han afskar byen Eilat og Israel fra dets vigtige olieleverancer fra Iran. Denne beslutning fik stærk støtte fra andre arabiske lande. Israel svarede med en modmobilisering, som inkluderede 70.000 reservesoldater. Medvirkende til at øge spændingen yderligere var, at Jordan havde underskrevet en gensidig forsvarsaftale med Egypten den 30. maj 1967.
Spændingen endte med Israels overraskelsesangreb den 5. juni af Egyptens luftvåben på parkerede fly på de arabiske flybaser, hvorved Israel fik luftherredømmet. Fordi Israel begyndte krigen, indledte den franske præsident de Gaulle en våbenembargo mod Israel. Ved krigshandlingernes afslutning havde Israel besat Vestbredden (Jordan), Østjerusalem (Jordan), Gazastriben (Egypten), Sinai-halvøen (i Egypten) og Golan-højderne (i Syrien).
Israels lynangreb fik stor betydning ikke blot for krigsudfaldet, men også fordi den bidrog stærkt til den respekt, som efterhånden voksede frem for det israelske forsvar og ikke mindst for Israels generelle beslutsomhed i konflikter. Hele Sinaihalvøen, Gaza og Vestbredden blev besat af den israelske hær. Sinai blev siden leveret tilbage til Egypten ved en fredsaftale.
Lige efter krigen begyndte Israel at etablere jødiske bosættelser på områder, de havde besat. Disse bosættelser voksede betragteligt i løbet af de næste tiår og er flere gange blevet fordømt internationalt. Bosættelsesaktiviteten blev særlig omfattende på Vestbredden og i Østjerusalem.
Sinai-halvøen blev givet tilbage til Egypten mod en fredsaftale i 1979, efter at krigen i 1973 havde vist, at besættelsen var uholdbar i længden, og den egyptiske præsident Anwar Sadat brød isen og fløj til Tel Aviv i 1977 for at møde den israelske premierminister Menachem Begin og det israelske parlament.
Egypten har siden afstået Gazastriben, mens Jordan har indgået en fredsaftale i 1994 med Israel og opgivet kravet på Østjerusalem og Vestbredden.

## Baggrund
Efter Suezkrisen var FN's fredsbevarende styrker, UNEF, blevet placeret på grænsen mellem Israel og Egypten og ved Tiranstrædet. Israelske skibe kunne uden problemer sejle gennem Det Røde Hav og ankre op i Eilat. Egypten nægtede dog at lade israelske skibe passere gennem Suezkanalen, hvilket var i strid med den internationale aftale Constantinople Convention of the Suez Canal. Da et chartret dansk skib, Inge Toft, i 1959 forsøgte at passere gennem kanalen og til Eilat, blev det standset og hele besætningen blev arresteret. Nasser erklærede, at han agtede at fortsætte med at nægte gennemsejling trods sikkerhedsrådets protester.

### Vandingsspørgsmålet
I efteråret 1959 besluttede Israel at pumpe vand fra floden Jordan til sit landbrug. Da den Forenede Arabiske Republiks regering diskuterede spørgsmålet i efteråret 1959, ønskede de syriske delegerede, at man som modtræk skulle afspærre Tiranstrædet. Nasser vægrede velvidende, at det ville føre til en krig, som man ikke havde gode muligheder for at vinde. I stedet begyndte også Syrien og Libanon at lede vand til deres eget jordbrug for at forhindre Israel i at bruge det. Ved det arabiske topmøde, som blev holdt i Kairo 13. til 17. januar 1964, blev det besluttet ikke at anvende militærmagt for at hindre Israel i at tage vand fra Jordan. I stedet besluttede de at - med hjælp af oliepenge - ændre løbet på floden Hasbani således, at vandet i stedet endte i floden Banyas i Syrien og derfra til Yarmuk i Jordan, hvorved Jordan-floden ville blive udtørret. I Knesset erklærede den israelske premierminister Levi Eshkol, at Israel ville gribe ind, dersom dette truede den israelske vandforsyning. De arabiske lande besluttede derefter at oprette en fælles militærkommando, en beslutning som dog aldrig blev omsat i praksis.

### Fatahs angreb på Israel
Syrien havde haft flere militærkup i begyndelsen af 1960-erne. Den 23. februar gennemførte en gruppe yngre officerer tilhørende Baathpartiet et kup. Det nye regime foreslog et militært angreb på Israel for at udslette staten og at sprede sin egen arabiske socialisme samt for at støtte PLO blandt andet med træningslejre i Syrien. Ved grænsen mellem Syrien, Jordan og Israel var forholdene urolige. FN havde sendt en overvågningsgruppe dertil, United Nations Truce Supervision Organization, for at overvåge den demilitariserede zone. I 1965 skete et angreb udført af den palæstinensiske Al Fatah mod en israelsk pumpestation. Egyptens præsident Nasser forsøgte at holde sig på talefod med USA for at få økonomisk støtte, men militærkuppet i Syrien kom blot en uge efter, at USA havde offentliggjort, at de ville sælge jagerfly og luftværnsmissiler til Israel. Nasser distancerede sig fra Jordan og Saudi-Arabien, som, han mente, var reaktionære stater og gjorde tilnærmelser til Syrien.
Ved grænsen mellem Syrien og Israel fortsatte urolighederne. Israel bombede en pumpestation ved floden Banyas i Syrien den 14. juli 1966. Grupper fra Al Fatah med base i Syrien fortsatte med angreb mod installationer i det nordlige Israel. Bag Syrien stod Sovjetunionen, som erklærede, at Syrien var Mellemøstens mest progressive stat. Den 4. november undertegnede Syrien og Egypten en fornyet forsvarsaftale.
Den 13. november angreb en israelsk brigade den jordanske by Sammu i nærheden af Hebron som svar på flere angreb fra Al Fatah ind i landet. Den 7. april 1967 blev situationen yderligere skærpet, da skudvekslinger brød ud mellem Syrien og Israel ved den demilitariserede zone. Det israelske luftvåben nedskød seks syriske jagerfly og fløj senere et togt over Syriens hovedstad Damaskus.

### Det formodede angreb
Den 13. maj fik Nasser af Sovjetunionen at vide at Israel havde forflyttet 11-13 brigader til grænsen mod Syrien og planlagde et angreb den 17. maj. Denne rapport skulle senere vise sig at være urigtig. I en tale den 14. maj erklærede Nasser at "den arabiske revolution trues af USA og Israel, som vil sætte en stopper for den arabiske verdens frihed og fremskridt". Nasser besluttede derefter at sende sine egyptiske styrker over Suezkanalen, og den 16. maj bad han FNs fredsbevarende styrker, UNEFs 3.400 mand, om at forlade området ved grænsen mellem Egypten og Israel.

### U Thants mæglingsforslag
FNs generalsekretær U Thant spurgte da Israel, om tropperne kunne omlokaliseres til den israelske side af grænsen. Da dette ikke lykkedes (Israel svarede nej), besluttede han den 18. maj, at samtlige fredsbevarende styrker skulle forlade Egypten. Den 22. maj mobiliserede Israel, og samme dag erklærede Nasser, at egyptiske styrker igen befandt sig i Sharm el-Sheikh efter FNs tilbagetrækning, og at Tiranstrædet igen var lukket for israelske skibe.
Da U Thant kom til Kairo den 23. maj, sagde Nasser til ham, at Egypten ikke havde til hensigt at angribe Israel, og at våbenhvileaftalen fra 1956 fortsat bestod. Andre ledere var ikke lige så fredelige. Den 29. maj erklærede den syriske statsminister Yusuf Zuayyen, at "Vi står nu på tærsklen til det arabiske folks skæbnetime". PLOs Ahmed esh-Shuqeiri erklærede, at "Nu er tiden kommet, som vort folk har ventet på i 19 år!" Over hele den arabiske verden forekom omfattende demonstrationer med krav om krig og Israels udslettelse. I en tale til tropperne i Sinai erklærede den egyptiske øverstbefalende, at hans land var beredt på krig.

### Casus belli
Israels premierminister Levi Eshkol erklærede, at blokeringen af Tiranstrædet var casus belli for Israel, og at landet planlagde at tage alle midler i brug for at sikre den frie adgang gennem sundet. Sovjetunionen opretholdt sin støtte til Egypten så længe, Egypten ikke gik til angreb først. USA og Frankrig advarede Israel imod at angribe først. Den 30. maj blev omverdenen overrasket, for da fløj Jordans kong Hussein til Kairo og indgik en forsvarsaftale med Nasser. Kun dage før havde de været bitre uvenner, men efter aftalen kom i stand, erklærede Nasser samme dag: "Vort hovedmål er tilintetgørelse af staten Israel. Det arabiske folk er rede til at slås".

### Israels udsatte stilling
I Israel forberedte man sig på en krig når som helst, og en samlingsregering tiltrådte den 1. juni. Den 4. juni sluttede Irak sig til den syrisk-egyptisk-jordanske militærkommando. Israel var udsat: landet havde intet strategisk bagland og kun en 12–20 km bred "midje" mellem den jordanske Vestbred og Middelhavet. Krig truede nu på tre fronter: fra sydvest, fra øst og fra nordøst.

## Krigen

### Overraskelsesangrebet
Klokken 08:45 den 5. juni begyndte Israel at bombe egyptiske flybaser. En del israelske jagerfly kom vest fra, andre havde fløjet lavt over Sinaihalvøen for at undgå at blive opdaget af egyptisk radar. De israelske fly bombede først startbanerne for at forhindre flyene i at kunne lette og først derefter flyene. I løbet af de første tre timer af krigen blev 286 af Egyptens 420 operative jagerfly sat ud af spil. Den egyptiske generalstab var uforberedt på angrebet, og det tog lidt tid, før den forstod hvor omfattende, ødelæggelserne var. Ikke før klokken fire om eftermiddagen blev Nasser orienteret om, at Egypten havde mistet næsten hele sit luftvåben. Militærhovedkvarteret påstod senere, at britiske og amerikanske jagerfly havde deltaget i angrebet, en påstand som aldrig fik støtte af nogen form for bevis, og som blev kraftig afvist af både briterne og amerikanerne.
Egypten havde i alt 180.000 mand under våben, men 50.000 af disse var stationeret i Yemen. I Sinai havde de fem infanteridivisioner og to panserdivisioner, med 700-800 kampvogne i forsvarspositioner. Den israelske hær havde i alt 260.000 mand og angreb først i nord langs kystvejen. Israel havde omtrent lige så mange kampvogne som Egypten, men dets britiske Centurion-kampvogne kunne skyde på længere afstande og gennembryde tykkere panser. Ved hjælp af sit luftherredømme kunne Israel hurtigt igangsætte bombardementer af de egyptiske stillinger. Om eftermiddagen den 5. juni var Egyptens syvende division næsten blevet helt udslettet i kampene ved Rafah.

### Egyptisk tilbagetrækning
Klokken 06:00 den 6. juni beordrede den egyptiske øverstkommanderende Abdul Hakim Amer en tilbagetrækning fra Sinai til Suezkanalens vestbred. Da Nasser hørte det, drog han til hærens hovedkvarter og gav kontraordrer. De egyptiske styrker havde dårlige forbindelser til hovedkvarteret, samtidig med de israelske fly angreb.

### Israelsk advarsel til Jordan
Via FN havde Eshkol sendt en melding til Jordans kong Hussein, hvori han advarede Jordan mod at blive inddraget i krigen. Imidlertid var det for kongen politisk umuligt at stille sig uden for. Jordan, hvis militær var blevet lagt under egyptisk kommando, kom med i krigen og lagde ud med, at artilleriet beskød de vestlige dele af Jerusalem og luftvåbenet angreb Netanya i Israel. Det israelske luftvåben svarede igen med angreb på flyvepladser i Jordan, Syrien og Irak samme dag (5. juni). Jordan fik ødelagt hele sit luftvåben, 24 jagerfly. Den israelske hær gik samtidig til angreb nord for Jenin og omringede Jerusalem. Syriske jagerbombere gik til angreb på olieraffinaderiet uden for Haifa.

### Sikkerhedsrådets første møde
Da sikkerhedsrådet trådte sammen i møde den 5. juni, krævede Sovjetunionen umiddelbar våbenhvile, og at de israelske styrker skulle trække sig tilbage. USA og Storbritannien foretrak våbenhvile uden krav om tilbagetrækning.

### Erobringen af Vestbredden og Sinai
Om morgenen den 6. juni havde Israel erobret Jenin og dele af Østjerusalem (den gamle bydel), samtidigt med de egyptiske styrker var blevet yderligere svækket ved angreb, mens de trak sig tilbage gennem Mitlapasset på Sinaihalvøen. Da sikkerhedsrådet igen trådte sammen, havde Sovjetunionen opgivet kravet om israelsk tilbagetrækning, og sikkerhedsrådet nåede til enighed om en resolution om umiddelbar våbenhvile og standsning af krigshandlingerne. Men krigen fortsatte, og den 7. juni havde Israel erobret hele Vestbredden og var nået frem til Jordanfloden. I Sinai erobrede israelske tropper Mitlapasset samt Sharm el-Sheikh ved Det Røde Hav.
 Samme dag godkendte Jordan resolutionen om standsning af krigshandlingerne, og om aftenen den 8. juni gjorde Egypten det samme. Om natten mellem 8. og 9. juni nåede de første israelske styrker frem til Suezkanalen.

### USS Liberty-episoden
Den 8. juni blev USS Liberty ud for Sinai i internationalt farvand angrebet af Israel, hvorved 34 amerikanske søfolk blev dræbt, og 170 blev såret.

### Kampene om Golan-højderne
Den 8. og 9. juni bombede Israel de syriske forsvarsstillinger på Golanhøjderne. Israelsk infanteri stormede højderne, og efter hårde kampe trak de syriske styrker sig østpå om morgenen den 10. juni. Golan blev regnet for strategisk vigtig, fordi syrerne anvendte højderne til at beskyde Israel med artilleri. Ved at okkupere Golan kunne Israel sikre sit territorium mod angreb fra Syrien. Først efter at Golan var kommet under israelsk kontrol, godtog også Israel FNs krav om standsning af krigshandlingerne. Den 10. juni klokken 16:30 stoppede krigshandlingerne.

## Efter krigen
Om aftenen den 9. juni talte Nasser i radio og TV. Han beskyldte Storbritannien og USA for at have hjulpet Israel i de indledende flyangreb men erklærede også, at han påtog sig det fulde ansvar for det militære nederlag, og at han derfor var besluttet på at fratræde alle sine hverv. Efter Nassers tale blev Kairos gader fyldte af folkemasser, som krævede, at han blev siddende ved magten. Skønsvis var der en halv million mennesker ude i gaderne den nat mellem Nassers hjem i Manshiet el-Bakri og parlamentet. Den massive støtte fra folket styrkede Nasser, og dagen efter erklærede han, at han alligevel blev siddende som præsident. Det blev i stedet forsvarschef og vicepræsident, feltmarskal Abd al-Hakim Amir, som måtte betale prisen for krigsnederlaget, da han blev afskediget den 9. juni.
Den israelske okkupation af Vestbredden indebar, flere af de jødiske hellige steder igen blev tilgængelige for jøder, deriblandt Grædemuren. Krigen indebar også en ny flygtningestrøm fra Vestbredden til Jordan. Senere har Israel annekteret Østjerusalem, men denne anneksion er erklæret ulovlig og uden juridisk gyldighed af FNs sikkerhedsråd. På Vestbredden og i Østjerusalem har Israel bygget bosættelser, som FN mener er i strid med den 4. Genevekonvention (FN-resolution 465 fra 1980).

### FN-resolution 242
FN-resolution 242, som senere er blevet anerkendt af både Israel og PLO, kræver "[w]ithdrawal of Israeli armed forces from territories occupied in recent conflict" (tilbagetrækning af israelske styrker fra områder besatte under den nylige konflikt). Den samme resolution slår fast, at denne tilbagetrækning må ske som led i en varig fredsaftale, som gør ende på konflikten, og som giver alle stater ret til at eksistere inden for trygge og anerkendte grænser. Resolutionen påpeger også, at en sådan fredsaftale må indebære en "retfærdig løsning" på det palæstinensiske flygtningespørgsmål. Der er alligevel uenighed om, hvordan resolutionen skal fortolkes i og med, at den refererer til "territories" og ikke "the territories". Nogle hævder, at dette betyder, at Israel skal trække sig tilbage fra alle områder, mens andre hævder, at Israel blot skal trække sig fra en del af dem blandt andet på baggrund af, at Sikkerhedsrådet nægtede at tilføje ordet "all" først, og briterne, som fremlagde forslaget, har senere sagt, at det ikke var hensigten, at Israel skulle trække sig tilbage til grænserne før Seksdageskrigen.

### George W. Bush' holdning
Den 14. april 2004 skrev USAs præsident George W. Bush i et brev til premierminister Ariel Sharon blandt andet dette: "Som en del af en endelig fredsaftale må Israel have sikre og anerkendte grænser. [...] I lyset af de nye realiteter på landjorden, inkluderet allerede eksisterende større israelske befolkningscentre, er det urealistisk at forvente, at resultatet af forhandlingerne om endelig status vil blive en fuld og hel tilbagevending til våbenhvilelinjerne fra 1949…."
Brevet indeholdt også disse ord: "Det synes klart, at en aftalt, retfærdig og realistisk ramme for en løsning på den palæstinensiske flygtningesag som en del af en aftale om varig status vil måtte findes ved at oprette en palæstinensisk stat, og genhuse de palæstinensiske flygtninge dér, frem for i Israel.»
- Israelske tropper inspicerer et ødelagt fly
- Israelsk mindesmærke tilegnet de faldne i seksdageskrigen